# Бочкарёв, Эллин Петрович
Эллин Петро́вич Бочкарёв (15 ноября 1926, Иркутск, Сибирский край — 29 мая 2007, Москва) — советский и российский учёный-металлург, физикохимик, член-корреспондент АН СССР (1981). Лауреат Ленинской премии (1964).

## Биография
Эллин Петрович Бочкарёв родился 15 ноября 1926 года в Иркутске.
- 1948 — Окончил Иркутский горно-металлургический институт.
- 1950 — начал работать в Государственном научно-исследовательском и проектном институте редкометаллической промышленности (Москва).
  - 1956 — член КПСС.
  - 1973 — директор там же.
- 1981 — член-корреспондент АН СССР.

Проживал в Москве. Скончался в 2007 году. Похоронен на Ваганьковском кладбище.

## Научная и общественная деятельность
Эллин Петрович — автор трудов по технологии редких металлов и полупроводниковых материалов.
Главные направления его научной деятельности: физическая химия и технология редких металлов и полупроводниковых материалов.
Он выполнил цикл работ по получению высокочистого кремния и его соединений; стал в 1964 году одним из создателей промышленной технологии получения поли- и монокристаллов кремния в СССР.

Исследовал фазовые равновесия в тройных и более сложных системах, содержащих летучие компоненты. Разработал методы очистки германия, кремния, мышьяка и галлия при получении полупроводниковых материалов на их основе. Изучал особенности межпримесного взаимодействия в системах с малым содержанием легирующих и сопутствующих примесей. Создал новые монокристаллические материалы на базе соединений AIII—BV[что?] и оксидов редких и редкоземельных элементов.

## Личная жизнь
Был дважды женат, от первого брака двое сыновей, от второго — дочь.

## Награды
- Ленинская премия (1964)
- Орден Октябрьской Революции
- Орден Трудового Красного Знамени